# Lazarat
Lazarat is een plaats en voormalige gemeente in de stad (bashkia) Gjirokastër in de prefectuur Gjirokastër in Albanië. Sinds de gemeentelijke herindeling van 2015 doet Lazarat dienst als deelgemeente en is het een bestuurseenheid zonder verdere bestuurlijke bevoegdheden. De plaats telde bij de census van 2011 2.801 inwoners.

## Criminaliteit
Lazarat is vooral bekend om de illegale marihuanateelt. De drugsbendes in Lazarat produceerden op zo'n 60 hectare landbouwgrond tussen de 500-900 ton cannabis per jaar, goed voor ongeveer 4,5 miljard euro - ongeveer de helft van het BBP van Albanië.
In juni 2014 lanceerde Albanese politie een grote operatie in het dorp, waarbij meer dan 800 agenten met gepantserde voertuigen betrokken waren. Een aantal inwoners schoten met raketwerpers en gebruikten mortiergranaten tegen de politieofficieren. Hierbij kwamen drie bewoners en één politieagent om het leven. De politie nam het grootste deel van het dorp over, waarbij de minister van Binnenlandse Zaken Saimir Tahiri zei dat de operatie zou doorgaan totdat "elke vierkante centimeter in Lazarat onder staatscontrole staat".
Op 24 juni 2015 werd Ibrahim Basha, een lid van de Albanese terrorismebestrijdingsmacht RENEA, in Lazarat doodgeschoten. Bovendien raakten twee andere soldaten lichtgewond. Basha was een RENEA-officier die eerder bij NATO in Afghanistan had gediend.

## Bevolking
Volgens de volkstelling van 2011 telde de (voormalige) gemeente Lazarat 2.801 inwoners. Dat is een daling vergeleken met 3.160 inwoners op 1 april 2001. De bevolking bestaat hoofdzakelijk uit Albanezen (96,25 procent), maar ook een aantal Griekse families.
De bevolking van Lazarat is relatief jong. Van de 2.801 inwoners waren er 574 tussen de 0 en 14 jaar oud, 1.958 inwoners waren tussen de 15 en 64 jaar oud en 269 inwoners waren 65 jaar of ouder.

#### Religie
De islam is de grootste religie in Lazarat. De meeste inwoners zijn van soennietische strekking, maar er is ook een relatief grote Bektashi-gemeenschap.
| Religieuze samenstelling in de plaats (bashki) Lazarat | Religieuze samenstelling in de plaats (bashki) Lazarat | Religieuze samenstelling in de plaats (bashki) Lazarat | Religieuze samenstelling in de plaats (bashki) Lazarat | Religieuze samenstelling in de plaats (bashki) Lazarat | Religieuze samenstelling in de plaats (bashki) Lazarat |
| Deelgemeente                                           | Aantal inwoners (census 2011)                          | Islam (%)                                              | Katholieke Kerk in Albanië (%)                         | Albanees-Orthodoxe Kerk (%)                            | Bektashi (%)                                           |
| ------------------------------------------------------ | ------------------------------------------------------ | ------------------------------------------------------ | ------------------------------------------------------ | ------------------------------------------------------ | ------------------------------------------------------ |
| Lazarat                                                | 2801                                                   | 70,55 procent                                          | 0,11 procent                                           | 0,04 procent                                           | 20,60 procent                                          |